# Kuzmice (Košice)
Kuzmice és un poble i municipi d'Eslovàquia a la regió de Košice, a l'est del país. La primera referència escrita de la vila data del 1270.

## Demografia
| Godina             | 1994 | 2004    | 2014   | 2024   |
| ------------------ | ---- | ------- | ------ | ------ |
| Nombre de persones | 1404 | 1651    | 1710   | 1744   |
| Diferència         |      | +17,59% | +3,57% | +1,98% |

| Godina             | 2023 | 2024   |
| ------------------ | ---- | ------ |
| Nombre de persones | 1732 | 1744   |
| Diferència         |      | +0,69% |